# Córrego Água do Areal
Der Córrego Água do Areal ist ein etwa 60 km langer rechter Zufluss des Rio Piquiri im Westen des brasilianischen Bundesstaats Paraná.

## Etymologie
Areal bedeutet auf Deutsch Sandgrube. Der Bach (portugiesisch: córrego) heißt somit übersetzt Sandgrubenwasser.
In seinem Oberlauf trägt er jeweils für wenige Kilometer die Namen Água Gostosa (wohlschmeckendes Wasser), Água Bandeirantes, Água do Banhado und Água do Banhadão.

## Geografie

### Lage
Das Einzugsgebiet des Córrego Água do Areal befindet sich südlich von Umuarama auf dem Terceiro Planalto Paranaense (Dritte oder Guarapuava-Hochebene von Paraná).

### Verlauf
Sein Quellgebiet liegt im Munizip Alto Piquiri auf 387 m Meereshöhe etwa 6 km südöstlich des Hauptorts in der Nähe der PR-681.
Der Bach verläuft zunächst für etwa 10 km nach Süden und wendet sich dann in rechtem Winkel nach Westen.
Nach weiteren 5 km erreicht er Brasilândia do Sul und durchfließt dieses Munizip auf etwa 30 km seines Laufs von Ost nach West, wobei er den Hauptort links liegen lässt.
Er fließt im Munizip Iporã von rechts in den Rio Piquiri. Er mündet auf 245 m Höhe. Er ist etwa 60 km lang.

### Munizipien im Einzugsgebiet
Am Córrego Água do Areal liegen die drei Munizipien Alto Piquiri, Brasilândia do Sul und Iporã.